# Martorul (Star Trek: Voyager)
„Martorul” (titlu original: „Living Witness”) este al 23-lea episod din al patrulea sezon al serialului TV american științifico-fantastic Star Trek: Voyager și al 91-lea în total. A avut premiera la 29 aprilie 1998 pe canalul UPN.

## Prezentare
700 de ani în viitor, custodele unui muzeu Kyrian speră că un vestigiu de pe Voyager conținând o copie a Doctorului poate confirma viziunea lor asupra istoriei.

## Actori ocazionali
- Henry Woronicz - Quarren
- Rod Arrants - Daleth
- Craig Richard Nelson - Vaskan Arbiter
- Marie Chambers - Kyrian Arbiter
- Brian Fitzpatrick - Tedran
- Morgan H. Margolis - Vaskan Rioter
- Timothy Davis-Reed - Kyrian Spectator
- Mary Anne McGarry - Tabris
- Steve Silverie - Vaskan Spectator